# Lana Lopez
Lana Lopez, née le 15 mars 1982 à Santa Monica en Californie, est une actrice pornographique américaine.

## Biographie
Lana Lopez ne tourne que des scènes lesbiennes ou des scènes en solo. Elle a été nommée DanniGirl du mois en juillet 2008.
Lana Lopez a travaillé pour des studios tels que Brazzers, Danni.com, Hustler, Mile High, Penthouse, Suze Randall, Sweetheart Video.

## Filmographie
- 2008 : Wrapture!
- 2008 : Welcome to Bondage
- 2008 : We Live Together.com 5
- 2008 : Unwelcome Visitors Victimize Business Beauties!
- 2008 : Thrilling Chloro Conflicts! : la joueuse de tennis
- 2008 : Real College Girls: Lesbian Stories 1
- 2008 : Pretty Girls Wrapped Like Presents
- 2008 : Naked Tickle Hysterics
- 2008 : Merry Christmas: You're Bound and Gagged
- 2008 : Double Jeopardy for Captive Girlfriends!
- 2008 : Descent Into Bondage
- 2008 : Costumed Starlets' Desperate Bondage Plight
- 2008 : Co-Ed Hostages
- 2009 : Young Sluts, Inc. 21
- 2009 : Wraptilicious
- 2009 : What Girlfriends Do Best
- 2009 : Valley of the Dolls
- 2009 : Topless Tickle Games
- 2009 : Tape Bound, Volume 4
- 2009 : Molly's Life 1
- 2009 : Hardworking Heroines Tied, Gagged and Helpless
- 2009 : Girl on Girl Tickle Wards
- 2010 : We Live Together.com 10
- 2010 : Unemployment Benefits
- 2010 : This Ain't Hawaii Five-O XXX : Missy
- 2010 : Nurses 101
- 2010 : Luscious Latinas Wet And Horny
- 2010 : Hot and Mean 2
- 2010 : Girlfriends 2
- 2010 : Fucking Machines 9297
- 2010 : Fucking Machines 9298
- 2010 : Foot Solo Goodness
- 2011 : Nurses
- 2011 : Molly's Life 7
- 2011 : Lesbian Babysitters 5
- 2012 : Toying With Your Emotions
- 2012 : Pussypalooza
- 2012 : Licking Slit
- 2013 : Barefoot Workout Babes
- 2014 : Sexy Latina's Have Barefoot Fun
- 2016 : Lesbian Sextivities